# Вихляевка (Мордовия)
Вихляевка — упразднённая в 2003 году деревня в Ардатовском районе Мордовии. Входила в состав Силинского сельского поселения.

## История
Впервые упоминается в первой ревизии 1719—1721 г. как владельческий населённый пункт Верхопьянского стана Алатырского уезда. В «Списке населённых мест Симбирской губернии» (1863 г.) значится деревней владельческой из 11 дворовВ «Списке населённых мест Симбирской губернии» (1863 г.) Вихляевка значится деревней владельческой из 28 дворов Ардатовского уезда.
Упразднена 26 мая 2003 года.

## Население
По данным переписи 2002 года в деревне отсутствовало постоянное население.